# Copilot (assistent virtual)
Copilot és un assistent virtual d'intel·ligència artificial generativa desenvolupat per Microsoft que està disponible en Windows 11. Utilitza un model de llenguatge de gran dimensió per a generar text, traduir idiomes, escriure diferents tipus de contingut creatiu i respondre a les preguntes plantejades de manera informativa. També pot fer algunes tasques en Windows 11, com escriure codi, crear presentacions i editar documents. Està disponible en dues versions: Copilot per a Windows 11, per a tots els usuaris, i 365 Copilot, que està disponible només pels subscriptors de Microsoft 365 (abans Microsoft Office).

## Característiques
Entre les característiques més rellevants de Copilot es troben:
- Completació de codi: pot completar codi en una varietat de llenguatges de programació, incloent-hi Python, Javascript, C++ i Java.[5]
- Creació de contingut: permet crear diferents tipus de contingut creatiu, incloent-hi articles, guions, poemes i cançons.[6]
- Resposta a preguntes: pot respondre a preguntes de manera informativa, fins i tot si són obertes, desafiadores o estranyes. Té tres estils per a respondre: més creatiu, més equilibrat i més precís.
- Ajuda amb tasques: Copilot pot fer algunes tasques en Windows 11, crear presentacions i editar documents.[7]

## Integració de GPT-4
El març de 2023 es va conèixer que Microsoft estava integrant GPT-4 en el qual seria el seu assistent virtual basat en intel·ligència artificial. Abans, ja ho havia inclòs en el seu cercador Bing i es podia utilitzar amb la funció Bing Chat.